# Panicum sumatrense
El mill petit (Panicum sumatrense) és una espècie de planta cultivada i una mena de mill.

## Distribució
Es troba en les zones temperades d'Àsia: el Caucas, Xina, Àsia oriental i també en les zones asiàtiques tropicals: Índia, Indoxina i Malàisia. A l'Índia es pot cultivar fins als 2.000 metres d'altitud.
Pot suportar la sequera i també la terra xopa.

## Descripció
Aquesta espècie és un cereal més petita que altres espècies de mill. És una planta anual herbàcia que fa de 30 a 100 cm d'alt. Les fulles són linears i de vegades tenen tricomes. La seva panícula fa de 4 a 15 cm de llargada i una amplada de 2 a 3,5 mm. La llavor és rodona i llisa, d'1,8 a 1,9 mm de diàmetre. Té un contingut de proteïna del 7,7%.

## Subespècies
- Panicum sumatrense Roth ex Roem. & Schult. subsp. psilopodium (Trin.) Wet.
- Panicum sumatrense Roth ex Roem. & Schult. subsp. sumatrense

## Cultiu
On es cultiva més és a l'Índia central. Es pot sembrar localitzadament o espargint la llavor. La planta verda es pot fer servir de farratge. La seva palla mesclada amb argila o ciment s'usa per a la construcció.
El rendiment agrícola és de 230 a 900 kg/ha.

## Preparació
Es pot coure com es fa amb l'arròs, de vegades se'n fa pa.